# Abanekeneke
Abanekeneke ist ein kleines Motu des Onotoa-Atolls der pazifischen Inselrepublik Kiribati.

## Geographie
Abanekeneke ist eine kleine, unbewohnte Insel zwischen der nördlichen Hauptinsel Buariki und Otowae im Süden. Zusammen mit Naan Tabuariki und Abeiningan bildet sie den Übergang zwischen den beiden Inseln. Durch den Inter-Islands-Causeway sind die Inseln miteinander verbunden.
Der Boden der Insel besteht aus Korallenkies.